# Antônio Monteiro Dutra
Antônio Monteiro Dutra, född 11 augusti 1973, är en brasiliansk tidigare fotbollsspelare.
Han blev utsedd till J.Leagues "Best Eleven" 2003 och 2004.